# Rosso Mille Miglia
Rosso Mille Miglia è un film del 2014 diretto da Claudio Uberti e uscito in Italia il 15 ottobre 2015.

## Trama
Maria Esse è una giornalista dalla spiccata curiosità e ambizione che vive da tempo a Berlino. Dopo ben quindici anni d'assenza dalla sua terra natale, l'Italia, il destino le offrirà un'occasione: le viene commissionato un articolo per conto di un giornale tedesco sulla prossima edizione della storica corsa Mille Miglia. Il ritorno di Maria in Italia è velato da un senso di smarrimento, di estraniazione, al punto da trovarsi costretta a ricorrere all'utilizzo del navigatore per trovare la sua vecchia casa. 
In seguito ad un incidente alquanto banale, Maria conosce Marco ovvero il meccanico del paese; sarà l'occasione per i due protagonisti di rispolverare vecchi ricordi. Nella cantina di casa rinvengono parti di una OM 665 "Superba", in effetti, il nonno di Maria, Aurelio Moraschi, era appassionato d'auto e un assiduo estimatore della Mille Miglia, alla quale partecipò per diverse edizioni. I due giovani, entusiasti per la scoperta, decidono di rimettere assieme i pezzi e far tornare in strada la vecchia auto. In tal modo Marco ha occasione di dar sfogo alla propria passione automobilistica e Maria di poter redigere il suo articolo vivendo l'esperienza in prima persona. La sola ad aver delle remore in proposito è Adelaide, la madre di Maria, alla quale la storica corsa rievoca — e si scoprirà, non a torto — tristi e penosi ricordi.